# Scutiger glandulatus
Espèce
Synonymes
- Aelurophryne glandulata Liu, 1950

Statut de conservation UICN

 LC  : Préoccupation mineure
Scutiger glandulatus est une espèce d'amphibiens de la famille des Megophryidae.

## Répartition
Cette espèce est endémique du centre de la République populaire de Chine. Elle se rencontre dans les provinces du Sichuan, du Yunnan et du Gansu.

## Publication originale
- Liu, 1950 : Amphibians of Western China. Fieldiana Zoology Memoirs, vol. 2, p. 1-400 (texte intégral).